# Gephyromantis corvus
A Gephyromantis corvus   a kétéltűek (Amphibia) osztályába és  a békák (Anura) rendjébe aranybékafélék (Mantellidae) családjába tartozó faj. 

## Előfordulása
Madagaszkár endemikus faja. A sziget déli, középső részén, az Isalo Nemzeti Parkban 200–800 m-es tengerszint feletti magasságban, mintegy 5000 km²-es területen honos.

## Megjelenése
Közepes méretű Gephyromantis faj. Testhossza 37–38 mm. Háti bőre szemcsés, barna színű két alig látható sötétebb mintával. Hasi oldala fehéres, torka egy  középen húzódó világosabb sávtól eltekintve sötét színű. A hímeknek feketés színű, páros hanghólyagjuk van. Mellső lába úszóhártya nélküli, hátsón úszóhártya található.
Hasonló fajok: az Isalo Nemzeti Parkban könnyen összetéveszthető a Gephyromantis azzurrae fajjal. A Tsingy de Bemaraha Nemzeti Parkban megfigyelt, morfológiailag hasonló egyedek genetikailag határozottan különböznek, és egy más, még le nem írt fajhoz tartoznak.

## Természetvédelmi helyzete
A vörös lista a veszélyeztetett fajok között tartja nyilván. Elterjedési területe kisebb mint 5000 km², kevesebb mint öt területen ismert. Élőhelyének kiterjedése csökken. Megtalálható az Isalo Nemzeti Parkban,  bár a teljes Isalo-masszívum nem védett.